# Avoise
Avoise ist eine französische Gemeinde mit 572 Einwohnern (Stand: 1. Januar 2022) im Département Sarthe in der Region Pays de la Loire. Sie gehört zum Arrondissement La Flèche und zum Kanton Sablé-sur-Sarthe. Die Einwohner werden Avoisiens und Avoisiennes genannt.

## Geographie
Avoise liegt etwa 38 Kilometer südwestlich von Le Mans in der historischen Provinz Maine. Hier fließt der Vègre in den Fluss Sarthe, der die südliche Gemeindegrenze bildet. Umgeben wird Avoise von den Nachbargemeinden Asnières-sur-Vègre im Norden, Tassé im Nordosten, Noyen-sur-Sarthe im Osten, Dureil im Osten und Südosten, Parcé-sur-Sarthe im Süden, Solesmes im Südwesten sowie Juigné-sur-Sarthe im Westen.

## Bevölkerungsentwicklung
| Jahr                       | 1962 | 1968 | 1975 | 1982 | 1990 | 1999 | 2006 | 2018 | 2021 |
| Einwohner                  | 603  | 566  | 471  | 426  | 495  | 491  | 520  | 599  | 570  |
| Quellen: Cassini und INSEE |      |      |      |      |      |      |      |      |      |

## Sehenswürdigkeiten
- Kirche Saint-Sulpice
- Schloss Dobert, in der Mitte des 18. Jahrhunderts neu gebaut, seit 1989 in Teilen als Monument historique eingeschrieben
- Schloss Pescheseul aus dem 15. und 16. Jahrhundert
- Herrenhaus La Perrine de Cry, seit 1926 als Monument historique eingeschrieben
- Herrenhaus Le Grand Teil aus dem 15. oder 16. Jahrhundert, Umbauten im 19. Jahrhundert
- Alter Turm aus dem 16. und 17. Jahrhundert, seit 1926 als Monument historique eingeschrieben

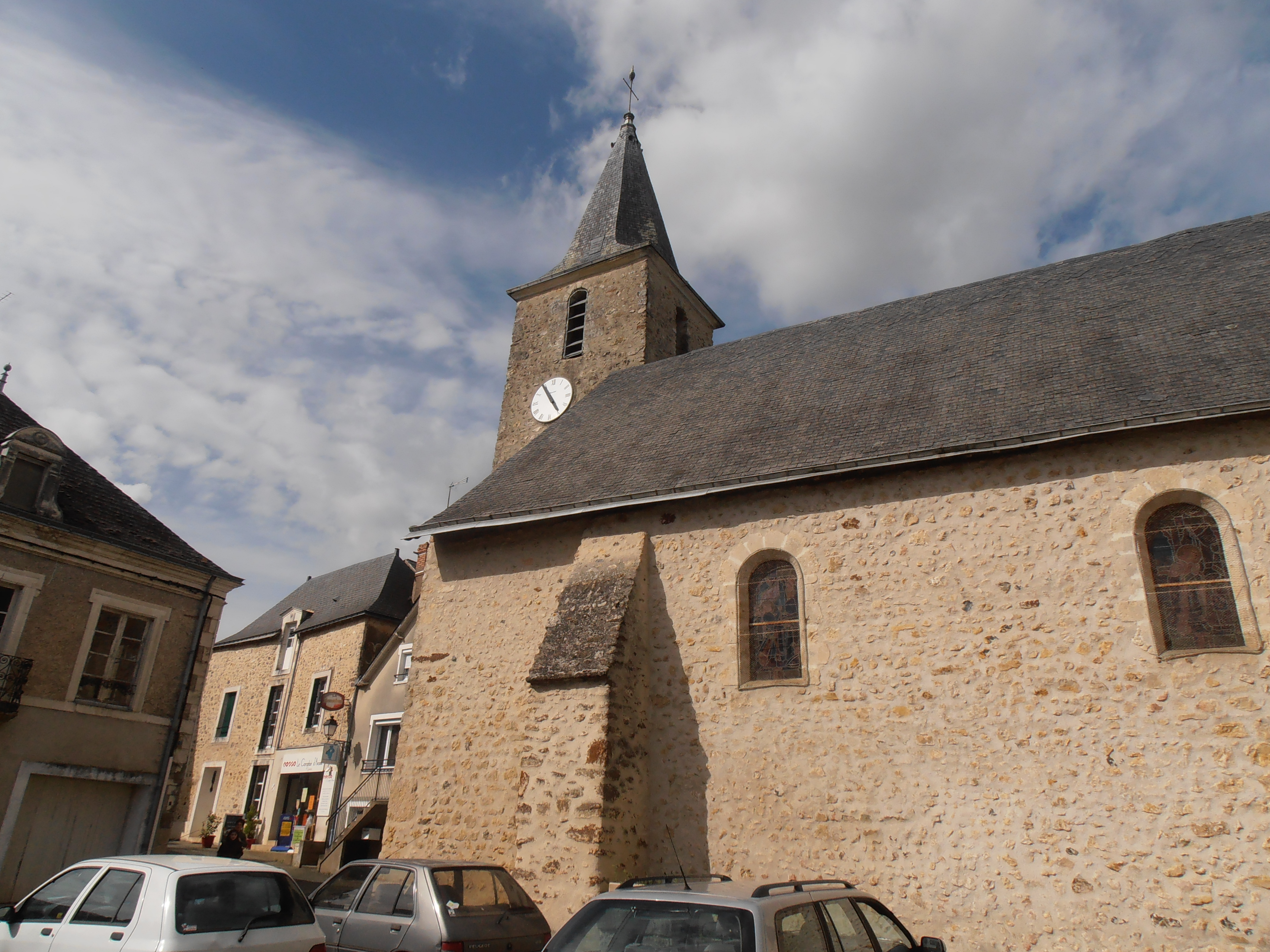
Kirche Saint-Sulpice
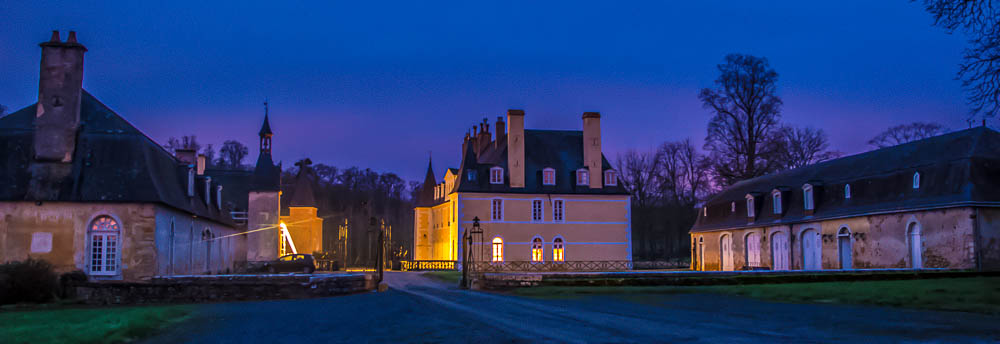
Schloss Dobert
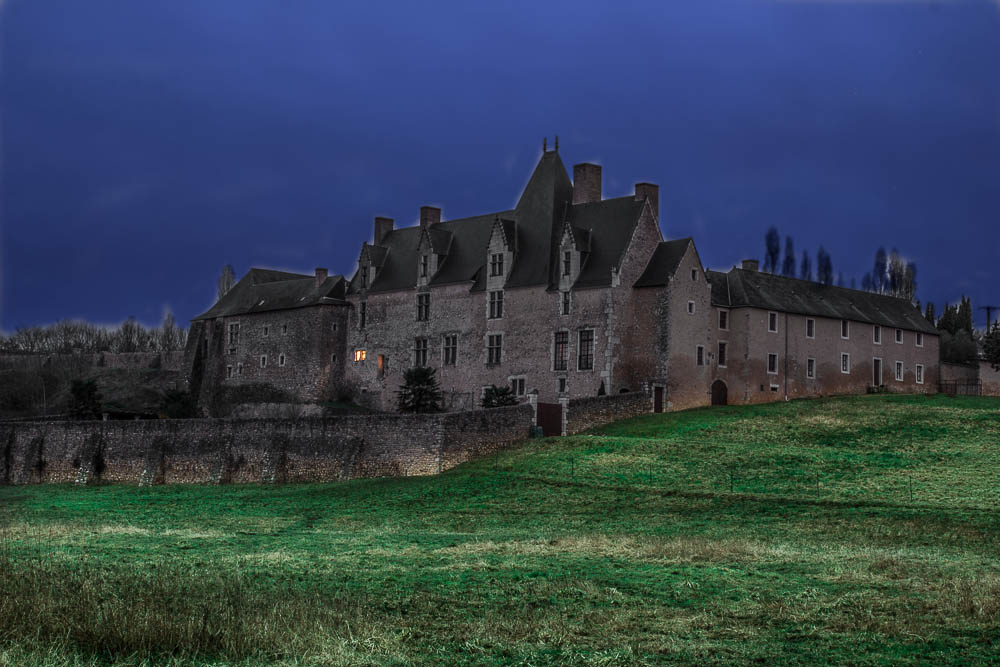
Herrenhaus La Perrine de Cry
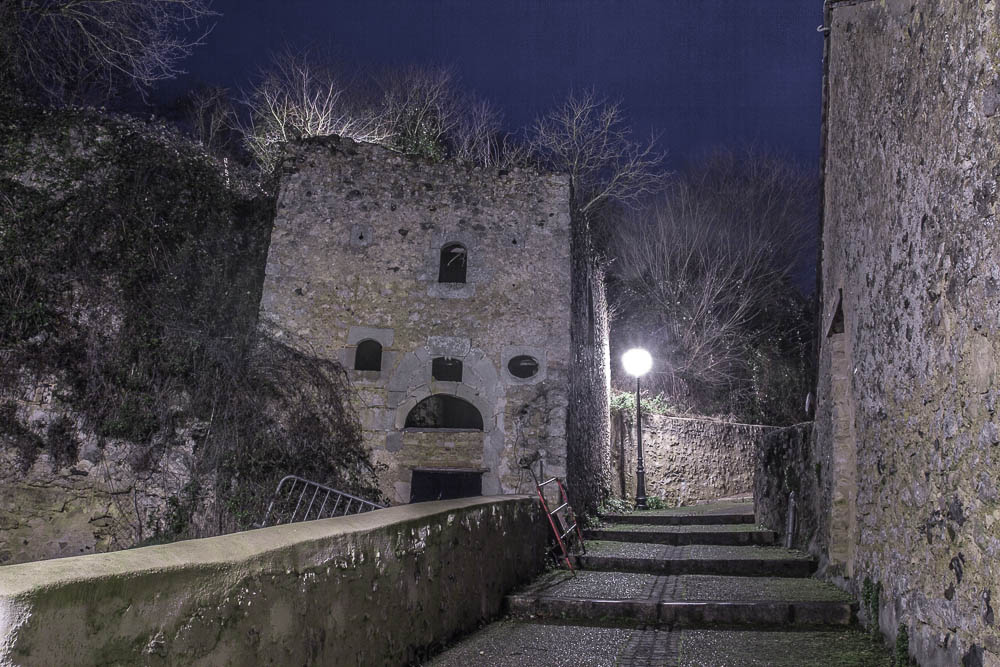
Alter Turm von Avoise

## Persönlichkeiten
- Pierre Brasdor (1721–1799), französischer Chirurg, geboren in Avoise